# Црква Свете Тројице у Билу
Црква Свете Тројице у Билу, насељеном месту на територији  општине Димитровград, православни је храм који припада Епархији нишкој Српске православне цркве.
Црква посвећена Светој Тројици саграђена почетком 19. века на иницијативу Величка Крумов Христова. Око 1970. године је препокривена и малтерисана од Биловчана Леке Димитрова и Најдена Славова. У току 1998. године обновили су је верници и општина Димитровград.